# Caroni (Trinidad i Tobago)
Caroni je najveća rijeka u Trinidadu i Tobagu. Duga je 40 km, izvire u Sjevernom gorju na otoku Trinidad, kroz sjeverne nizine Caroni i ulazi u zaljev Paria kod močvare Caroni.
Caroni i njegovi pritoci otječu u jedan od najgušće naseljenih dijelova Trinidada, koridor Istok-Zapad, a također osiguravaju većinu svoje pitke vode kroz branu Caroni-Arena. Točkasto i netočkasto onečišćenje stoga predstavlja veliku zabrinutost, kao i krčenje šuma u njegovom slivu na južnim padinama Sjevernog gorja. Obale rijeke Caroni jedno su od dva glavna mjesta za hinduističke kremacije.
Poznato je da rijeka ima jake struje i povremeno poplavi tijekom jakih oborina, uništavajući usjeve, stoku, polja i farme u području Caroni.

## Tok rijeke
Rijeka Caroni izvire kao rijeka Aripo u Sjevernom gorju i otječe prema zapadu u močvare mangrova u močvari Caroni.

### Glavni pritoci
Dvanaest pritoka rijeke Caroni slijeva se sa Sjevernog gorja: San Juan, Saint Joseph, Tunapuna, Tacarigua/Caura, Arouca, Oropuna, Mausica, Carapo, Arima, Guanapo, El Mamo i Aripo. Daljnjih šest pritoka isušuje Središnje gorje: Tumpuna, Talparo, Cumuto, Guatapajaro i dvije rijeke koje nose ime Arena.

## Porječje
Slivno područje rijeke Caroni obuhvaća oko 600 km2 u sjevernom Trinidadu, a proteže se kroz tri od pet glavnih fiziografskih jedinica koje čine otok Trinidad: Sjeverni lanac, Sjeverni bazen (ili Caroni ravnica ) i Središnji lanac.:26-29Širi sliv rijeke Caroni, koji uključuje rijeku Caroni i druge manje rijeke koje se ulijevaju u močvaru Caroni, pokriva 22% kopnene površine otoka Trinidad.

## Povijest
Odlagalište ljuski školjki usred rijeke San Juan pruža najstarije dokaze o ljudskom boravku unutar slijeva rijeke Caroni. Ovi prvi Trinidađani pripadali su Ortoiroidima, koji su bili lovci i sakupljači:87 Ostaci povezani s narodom Saladoid, kasnijom kulturnom skupinom zemljoradnika, poznati su uz rijeku Tumpuna u središnjem lancu, u dolini Maracas, u Tacarigui istočno od rijeke Tacarigua i u gradu St. Joseph, prvoj prijestolnici Trinidada pod španjolskom vlašću.:152-153
Godine 1592. španjolski dužnosnik, Domingo de Vera, preuzeo je Trinidad u ime Antonija de Berrío y Oruña i osnovao grad San José de Oruña (današnji Sveti Josip) na obalama rijeke Svetog Josipa. Berrío je došao u Trinidad 1593. godine i koristio ga kao bazu za istraživanje kopna Južne Amerike dok je pokušavao spriječiti dolazak engleskih privatnika i trgovaca na otok.:97-106